# Байрън
Байрън (Byron) е населено място в окръг Контра Коста, в района на залива на Сан Франциско, щата Калифорния, Съединените американски щати.
Има население от 916 души (2000) и обща площ от 6,6 кв. км (2,5 кв. мили).
1. ↑  data.census.gov //   Посетен на 1 януари 2022 г.